# Superlösbar grupp
Inom matematiken säges en grupp vara superlösbar om den har en invariant normal serie där varje faktor är cyklisk. Superlösbarhet är en starkare egenskap än lösbarhet.

## Definition
Låt G vara en grupp. G säges vara superlösbar om det finns en normal serie
{\displaystyle \{1\}=H_{0}\triangleleft H_{1}\triangleleft \cdots \triangleleft H_{s-1}\triangleleft H_{s}=G}
så att varje kvotgrupp {\displaystyle H_{i+1}/H_{i}\;} är cyklisk och varje {\displaystyle H_{i}} är normal i {\displaystyle G}.
Detta kan jämföras med lösbara grupper, där definitionen kräver att varje kvotgrupp är abelsk. I en annan riktning bör en polycyklisk grupp ha en normal serie där varje kvotgrupp är cyklisk, men grupperna {\displaystyle H_{i}} behöver inte vara normala i {\displaystyle G}. Ett exempel på en grupp som är lösbar men inte superlösbar är alternerande gruppen {\displaystyle A_{4}}.

## Egenskaper
- En superlösbar grupp är alltid polycyklisk och härmed lösbar.
- Varje ändligtgenererad nilpotent grupp är superlösbar.
- Varje metacyklisk grupp är superlösbar.
- Kommutatordelgruppen av en superlösbar grupp är nilpotent.
- Delgrupper och kvotgrupper av superlösbara grupper är superlösbara.
- En ändlig superlösbar grupp har en invariant normal serie där varje faktor är cyklisk av primtalsordning.
- Varje grupp med kvadratfri ordning, och varje grupp vars Sylowdelgrupper är cykliska är superlösbar.
- Varje irreducibel komplex representation av en ändlig superlösbar grupp är monomial, d.v.s. inducerad från en linjär karaktär av en delgrupp. I andra ord är varje ändlig superlösbar grupp en monomgrupp.
- Indexet av varje maximal delgrupp av en superlösbar grupp är ett primtal.
- En ändlig grupp är lösbar om och bara om indexet av varje maximal delgrupp är ett primtal.
- En ändlig grupp är lösbar om och bara om varje maximal kedja av delgrupper har samma längd. Detta är viktigt om man är intresserad av gittret av delgrupper av en grupp, och kallas ibland för Jordan–Dedekinds kedjekrav.